# Jan Eysymontt
Jan Eysymontt (ur. 5 października?/17 października 1891 w Grodnie, zm. 30 października 1957 w Katowicach) – podpułkownik inżynier saperów Wojska Polskiego.

## Biografia

### Wczesne lata i edukacja
Urodził się 17 października 1891 w Grodnie jako syn Michała i Marii z Rekieciów vel Rutkowskich, w rodzinie o tradycjach wojskowych, mieniącej się herbem Korab. Następnie wraz z rodziną zamieszkał w Pińsku, gdzie rozpoczął edukację w tamtejszym realnym gimnazjum męskim, które ukończył w Penzie w roku 1911. Wtedy też wstąpił w Sankt Petersburgu do Szkoły Inżynierów Morskich (Морское инженерное училище). Ukończył wydział mechaniczny tej uczelni, z tytułem mechanika-elewa marynarki 30 maja 1915. Mianowany inżynierem mechanikiem miczmanem 9 czerwca 1915. Skierowany do Szkoleniowego Wydziału Żeglugi Podwodnej 28 czerwca 1915.

### Służba we Flocie Imperium Rosyjskiego
Z dniem 12 lipca 1915 zapisany w rejestr marynarzy I Floty Bałtyckiej. Przebywał na okręcie podwodnym „Aligator”, dla odbycia praktyki na okręcie podwodnym i zapoznania się z jego mechanizmami (28 czerwca 1915–18 lipca 1915). Następnie znalazł się w dyspozycji flagowego inż. mech. III dywizjonu dywizji okrętów podwodnych Morza Bałtyckiego, inż. mech., kpt. II rangi – A. Dergaczenki, dla zapoznania się z silnikiem i innymi mechanizmami okrętów podwodnych, praktykował w zakładach „Noblesser” w Rewlu (11 sierpnia 1915–29 września 1915). Zwolniony na 4 tygodnie po doznaniu obrażeń 20 sierpnia 1915. W dniu 29 września 1915 został słuchaczem krótkich kursów oficerskich dla marynarki podwodnej. W ramach tegoż skierowany do okrętów podwodnych „Akuła” i „Wołk” dla praktycznego zapoznania się z prowadzeniem mechanizmów tego typu jednostek. W okresie od 18 października 1915 do 21 grudnia 1918 był inż. mech. okrętowym na okręcie podwodnym „Wołk”. Ukończył wspomniany krótki kurs oficerski i został zapisany do grupy oficerów podwodnych marynarki z dniem 19 listopada 1916. W grudniu 1917 uciekł z pokładu „Wołka”, który okrętował w Helsinkach i przystąpił do Legionów Polskich. W czasie powrotu „Wołka” do Kronsztadu w kwietniu 1918 nie brał udziału, chociaż już miesiąc później powrócił do jednostki. Aresztowany w październiku 1918 jako były polski legionista. Po uwolnieniu rozkazem sztabu z 21 grudnia 1918 został wydalony z załogi „Wołka”, a następnie z dniem 1 stycznia 1919 wykluczony z marynarki rosyjskiej.

### Służba w Armii Litwy Środkowej
Jeszcze w styczniu, po zwolnieniu ze służby wyjechał do ojca, który mieszkał wtedy w Penzie. W kwietniu 1920 z podrobionymi dokumentami uciekł do Witebska, gdzie ukrywał się do sierpnia tegoż roku, kiedy udało mu się przedrzeć do Wilna. Tam w październiku 1920 wstąpił do wojska gen. L. Żeligowskiego, w randze porucznika i służył w Zapasowym Batalionie Piechoty Wileńskiej. Początkowo był intendentem i zastępcą dowódcy Mostowej Grupy Saperów (pomiędzy październikiem 1920 a lutym 1921), a następnie jej dowódcą do listopada 1922 roku.

### Służba w Wojsku Polskim
Po przyłączeniu Litwy Środkowej do Rzeczypospolitej Polskiej w marcu 1922 jego jednostka stała się składową Wojska Polskiego. W sierpniu 1922 roku przyjęty do korpusu polskich inżynierów i saperów w randze kapitana ze starszeństwem z 1 czerwca 1919. Po likwidacji Mostowej Grupy Saperów, był dowódcą Minerskiej Roty Mostowego Batalionu i naczelnikiem szkoły maszynistów i mechaników (od listopada 1922 do czerwca 1923). W czerwcu 1923 przeniesiony do IV Wydziału Sztabu Generalnego (zaopatrzenie). W latach 1923–1928 był komendantem Linii Żeglugi Śródlądowej w Grodnie (w 1923 jako oficer nadetatowy Batalionu Mostowego z Modlina i zatrzymany w służbie czynnej, jako oficer nadetatowy w służbie czynnej). W 1928 jako oficer Batalionu Mostowego służył w Linii Żeglugi Śródlądowej w Warszawie. Po ukończeniu półrocznych kursów dla oficerów sztabowych w Szkole Podchorążych Inżynierów, został w niej wykładowcą (od 1928) i dyrektorem nauk dla saperów (1930- czerwiec 1936). Został awansowany na stopień majora saperów ze starszeństwem z 1 stycznia 1930. Ukończył pięciomiesięczne kursy dla oficerów sztabowych w Wyższej Szkole Wojennej w 1934. Od czerwca 1936 do maja 1937 pełnił obowiązki zastępcy dowódcy II Batalionu Saperów w Puławach. Był szefem wydziału wyszkolenia w Urzędzie Inspektora Saperów Sztabu Głównego Wojska Polskiego od maja 1937 do września 1939. Jeszcze przed wybuchem wojny awansowany do stopnia ppłk.

### II wojna światowa
Podczas wojny ewakuowany wraz ze Sztabem Generalnym. Przez Rumunię i Węgry przedostał się do Francji, gdzie został przyjęty do Polskich Sił Zbrojnych. Po klęsce Francji pozostał na miejscu i został inspektorem polskich obozów wojskowych na terenach rządu Vichy (rejon Nîmes), gdzie odgrywa jedną z kluczowych ról przy organizacji przerzutów polskich żołnierzy do Wielkiej Brytanii. Na przełomie 1941/1942 przedostał się na Wyspy Brytyjskie. W następnych latach prowadził dalej działalność szkoleniową.

### Ostatnie lata życia
W 1947 wyjechał do Polski i podjął pracę w Politechnice Śląskiej w katedrze prof. Jana Henryka Obrąpalskiego. Zmarł w Katowicach 30 października 1957. Spoczął na miejscowym cmentarzu komunalnym.

## Ordery i odznaczenia
- Złoty Krzyż Zasługi (25 maja 1939)[14]
- Medal Pamiątkowy za Wojnę 1918–1921[15]
- Medal Dziesięciolecia Odzyskanej Niepodległości[15]
- Order Św. Stanisława klasy III (Imperium Rosyjskie)
- Order Św. Anny klasy IV (Imperium Rosyjskie)

## Rodzina
12 lutego 1916 w St. Petersburgu poślubił Józefę Annę z Gimbuttów (1892–1968), córkę Józefa i Barbary z Kibortów. Mieli jednego syna Edwarda Lwa (1916–1971).